# Шотландская социалистическая партия
Шотландская социалистическая партия (англ. Scottish Socialist Party (SSP); гэльск. Pàrtaidh Sòisealach na h-Alba; скотс Scots Socialist Pairtie) — политическая партия левого толка в Шотландии.
Выступает за создание независимого государства Шотландия с республиканской формой правления, а также за введение в Шотландии социалистической экономической модели.

## История
Партия была образована в 1998 году специально для выборов в воссозданный Шотландский парламент. Несколько левых политических сил объединились для более успешной борьбы в традиционно правой Шотландии. На первых выборах в парламент партия набрала всего один процент голосов и не получила ни одного места по мажоритарной схеме, однако по пропорциональной системе в восьми многокомнатных избирательных регионах партия получила одно кресло от Глазго.
Получение места в парламенте повысило авторитет новосозданной партии в левых кругах, Социалистическая рабочая партия в Шотландии присоединилась к SSP. Национальный союз железнодорожных, морских и транспортных рабочих также в Шотландии присоединился к партии.
На выборах 2003 года Шотландская социалистическая партия получила 5 дополнительных мест, увеличив своё представительство до 6 человек. Таким образом партия стала крупнейшей левой партией в Шотландии.
11 ноября 2004 года Томми Шеридан, лидер партии, объявил о своей отставке с поста председателя. 29 августа 2006 года Томми Шеридан объявил о своём выходе из партии, что фактически привело к её расколу. Ушедший лидер партии основал новую политическую силу — партию «Солидарность».
Как итог раскола, на выборах 2007 года партия потеряла все свои места в парламенте получив только 12 450 голосов (0,6 %). Меньше, чем партия ушедшего лидера Томми Шеридана (1,5 %), которая, впрочем, тоже не прошла в парламент.
В настоящее время у партии нет мест ни в парламенте, ни в местных советах (с 2017 года), хотя она продолжала участвовать в выборах, в том числе и в Европейский парламент. Декларирует введение бесплатных школьных обедов, бесплатного общественного транспорта, бесплатного отпуска рецептурных препаратов (такая возможность есть у жителей Уэльса). Выступает за налоговую реформу, изменения закона о наркотиках и введения сексуального образования для молодых шотландок с целью повышения возраста первого сексуального опыта. Также выступает и выступала против войны в Ираке. На референдуме 2014 года наряду с Шотландской национальной партией и Шотландской партией зелёных была одной из трёх партий, входящих в комитет движения Yes Scotland, агитировавших за независимость. Партия продолжает поддерживать движение и по сей день, добиваясь создания на выборах в шотландский парламент в мае 2021 г. абсолютного большинства за независимость.
Поддерживает социалистические страны, в том числе Кубу, Венесуэлу. Также поддерживала правительство Башара Асада в Сирии.